# Lychas asper
Espèce
Synonymes
- Isometrus asper Pocock, 1891
- Lychas asper obscurus Kraepelin, 1913

Lychas asper est une espèce de scorpions de la famille des Buthidae.

## Distribution
Cette espèce se rencontre en Angola, en Zambie, au Mozambique, au Congo-Kinshasa, au Congo-Brazzaville, en Tanzanie et en Somalie.

## Description
Le mâle syntype mesure 36,5 mm et la femelle syntype 30 mm.
Lychas asper mesure de 25 à 53,4 mm.

## Systématique et taxinomie
Cette espèce a été décrite sous le protonyme Isometrus asper par Pocock en 1891. Elle est placée dans le genre Archisometrus par Kraepelin en 1895 puis dans le genre Lychas par Pocock en 1899.

## Publication originale
- Pocock, 1891 : « On some Old-World species of scorpions belonging to the genus Isometrus. » Journal of the Linnean Society of London, vol. 23, p. 433-447 (texte intégral).